# Quai de France (Rouen)
Le quai de France est une voie publique de la commune de Rouen.

## Situation et accès
Le quai de France est situé à Rouen, en rive gauche de la Seine.
C'est une voie de desserte routière d'une partie du port de Rouen, surplombée à la perpendiculaire par deux travées du pont Gustave-Flaubert. On y aperçoit les imposantes installations des terminaux sucrier du bassin aux Bois et céréalier Senalia de la presqu'île Élie toute proche, avec ses silos de 86 m de haut et d'une capacité de 250 000 tonnes.

## Bâtiments remarquables et lieux de mémoire
- L'usine Lubrizol, classée « Seveso seuil haut », ayant pris feu le 26 septembre 2019, a marqué les esprits des Rouennais[3].